# A Special Lady
A Special Lady (hangul: 미옥; RR: Mi-ok) és una pel·lícula d'acció criminal de Corea del Sud del 2017 dirigida per Lee An-gyu, protagonitzada per Kim Hye-soo, Lee Sun-kyun i Lee Hee-joon.

## Argument
La història tracta d'una dona que es converteix en la segona al comandament d'una organització de gàngsters convertida en una entitat empresarial líder, lluitant contra el món despietat de la societat dels homes, per protegir el seu únic fill.

## Repartiment
- Kim Hye-soo com a Na Hyun-jung
- Lee Sun-kyun com a Im Sang-hoon
- Lee Hee-joon com a Choi Dae-sik
- Choi Moo-sung com a president Kim
- Kim Min-seok com a Joo-hwan
- Oh Ha-nee com a Wei
- Han So-young com a Kim Yeo-sa
- Cha Soon-bae com a president Jang
- Guk Joong-woong com a president Kim
- Kwon Yul com a Gong-myeong (Cameo)

## Producció
El rodatge va començar el 28 de gener de 2016 i va acabar el 28 d'abril de 2016.
El primer títol provisional de la pel·lícula va ser Precious Woman ( 소중한 여인).

## Recepció
En la seva ressenya de la pel·lícula, Justin Lowe de Hollywood Reporter assenyala que «com a director, Lee manté un control acurat del ritme de la pel·lícula, evitant les constants pallisses i assassinats típics dels drames de màfies, i concentrant-se en el seu lloc a provar la dinàmica de poder entre Na, Lim i Choi mentre porta als seus personatges a una confrontació inevitable abans de deslligar les més intenses escenes. En realitzar enginyosament aquestes seqüències d'acció sense exagerar per complet amb la violència, Lee demostra que és un talent a seguir entre els directors de gènere emergents de Corea del Sud»

## Premis i nominacions
| Any  | Premis                                                    | Categories       | Destinatari    | Resultats | Ref.  |
| ---- | --------------------------------------------------------- | ---------------- | -------------- | --------- | ----- |
| 2017 | L Festival Internacional de Cinema Fantàstic de Catalunya | Premi Focus Àsia | A Special Lady | Guanyador | [ 8 ] |